# Троян (струмок)
Троян — струмок  в Україні, у  Долинському районі Івано-Франківської області, правий доплив Пянки (басейн Дністра).

## Опис
Довжина струмка приблизно 5 км. Формується з багатьох безіменних струмків.  

## Розташування
Бере  початок на північному заході від села Мислівки. Тече переважно на північний схід і впадає у струмок Пянку, правий доплив Мизунки.